# Abzugskontrolle
Die Abzugskontrolle beschreibt den kontrollierten Vorgang des Auslösens eines Schusses aus einer Handfeuerwaffe. Dieser erfolgt durch das Ziehen des Abzuges der Waffe, d. h. durch die Ausübung von Druck von vorn auf die Abzugszunge (als Teil des gesamten Abzugssystems). Verschiedene Faktoren wie z. B. Angst, Ausgleichsbewegungen, Puls und ruckartiger Druck auf den Abzug beeinflussen hierbei jedoch die Genauigkeit der Schussabgabe. Weiterhin ist diese Abgabegenauigkeit abhängig vom verwendeten Abzugssystem und dessen Charakteristik.

## Vorgang der Abzugskontrolle
Das Ziel der Abzugskontrolle ist es, je nach Art des Schießens, schnelle (aber nicht übereilte) und/oder kontrollierte Schüsse, bisweilen auch in bestimmten Serien, abgeben zu können. Der Abzugsvorgang soll von Beginn bis zum Ende kontrolliert, kontinuierlich, zügig und ruckfrei verlaufen.
Es wird bei der Abzugskontrolle als wesentlich erachtet, von Anfang an den Kraftaufwand und die Bewegung so auszuführen, dass der Einfluss auf die Lage der Waffe möglichst gering ist. Es soll darauf geachtet werden, dass der Zeigefinger im Verlauf des Abzugsweges die Druckkraft immer nur parallel zur Laufachse ausübt und andere Teile der Schusshand keinen Einfluss auf das Abzugssystem und die Waffenlage nehmen. Bei langen Abzugswegen und bestimmten Abzugscharakteristiken kann es zu Veränderungen dieser Kräfte kommen.
Der Abzugsvorgang soll mit einer gleichmäßigen Bewegung ausgeführt werden. Das Durchreißen des Abzuges führt fast immer zu Fehlschüssen. Die Auslösung des Schusses an einem bestimmten Punkt der Abzugsbewegung wird vom Schützen bewusst herbeigeführt, dieser Punkt des Abzugs muss dem Schützen bei seiner Waffe genau bekannt sein und darf ihn nicht überraschen. Fehlschüsse mit der Faustfeuerwaffe sind selten auf Zielfehler, Verkantungen oder ähnliches, sondern eher auf Abzugsfehler zurückzuführen.
Folgende Maßnahmen werden als hilfreich für eine sichere Abzugskontrolle angesehen:
- Der Abzug wird gleichmäßig gezogen, ohne dass sich das Visierbild verändert bzw. sich die Waffe bewegt (Bewegungen der Waffe im Zielvorgang, um die Laufachse herum, sind bei Sportschützen bekannt und werden hingenommen).
- Es wird der Druckpunkt des Abzugs gesucht (unterschiedlich, je nach Abzugssystem und -charakteristik), hier konzentriert sich das Ziel- und Abzugsverhalten des Schützen auf die folgende Schussabgabe.
- Nach einem abgegebenen Schuss wird, je nach Art des Schießens, der Abzug kontrolliert weiter bis zum – bei Sport- und Präzisionswaffen einstellbaren – Abzugsanschlag (Trigger-Stop) durchgezogen und die Waffe nachgehalten, um Fehler während der Schussentwicklungszeit nachhaltig zu verhindern. Bei angestrebten Schussserien soll der Abzug nur so weit zurückgeführt werden, bis er sich in seiner Ausgangsposition, vor dem Druckpunkt, befindet. So wird ein kurzer und somit sicherer Abzugsweg für den folgenden Schuss ermöglicht. Dies bezeichnet man als prep (kurz für englisch preparation, deutsch Vorbereitung).

## Die Angst vorm Schuss
Laute Geräusche lassen den Menschen instinktiv erschrecken und erzeugen Angst. Dieser Effekt, in Verbindung mit der Angst vor dem plötzlichen Rückstoß bei ungeübten Schützen, bewirkt, dass man unbewusst versucht, dem Rückstoß schon vor Schussabgabe entgegenzuwirken. Dabei kommt es dann zum klassischen Tieflinks-Schuss bei Rechtshändern.